# Акнієтський сільський округ
Акніє́тський сільський округ (каз. Ақниет ауылдық округі, рос. Акниетский сельский округ) — адміністративна одиниця у складі району Турара Рискулова Жамбильської області Казахстану. Адміністративний центр — село Дінмухамеда Кунаєва.
Населення — 1155 осіб (2021; 1227 у 2009, 1549 у 1999, 1423 у 1989).
Станом на 1989 рік існувала Новосельська сільська рада (село Юбілейне, селище Малдибай), село Абулкаїр перебувало у складі Актоганської сільської ради. 1993 року селище Малдибай утворило окрему Малдибайську селищну адміністрацію, село Юбілейне — Юбілейну сільську адміністрацію, село Абилкаїр перебувало у складі Актоганського сільського округу. 1997 року село Абилкаїр у складі Актоганського сільського округу увійшло до складу Кумарицького сільського округу, пізніше воно було передане до складу Новосельського сільського округу. 2018 року округ отримав сучасну назву.

## Склад
До складу округу входять такі населені пункти:
| Населений пункт           | Старі назви | Населення, осіб (1989) | Населення, осіб (1999) | Населення, осіб (2009) | Населення, осіб (2021) |
| ------------------------- | ----------- | ---------------------- | ---------------------- | ---------------------- | ---------------------- |
| Абилкаїр, село            | Абулкаїр    | 184                    | 186                    | 414                    | 119                    |
| Дінмухамеда Кунаєва, село | Юбілейне    | 1239                   | 1363                   | 813                    | 1036                   |